# Pygopleurus psilotrichius annamariae
Pygopleurus psilotrichius annamariae es una subespecie de coleóptero de la familia Glaphyridae.

## Distribución geográfica
Habita en Turquía.